# Stercorarius maccormicki
Lo stercorario di McCormick (Stercorarius maccormicki, Saunders 1893), è un uccello della famiglia degli Stercorariidae.

## Descrizione
Lo stercorario di McCormick misura circa 53 cm in lunghezza. 
Gli esemplari adulti presentano un piumaggio grigio-marrone.

## Sistematica
Stercorarius maccormicki non ha sottospecie, è monotipico.

## Distribuzione e habitat
Questo uccello vive in Antartide, in Sud America, nell'Africa meridionale, in Nuova Zelanda e su molte isole dell'emisfero australe. Quando migra può raggiungere il Centro e il Nord America, l'India, il Giappone, l'Australia e l'Africa orientale. È accidentale in Spagna, Oman, Giordania e Indonesia.
Di solito le femmine depongono due uova, tra novembre e dicembre.

## Comportamento
Lo Stercorario si ciba principalmente di pesce, spesso rubato a gabbiani. Anche conigli e altri uccelli rientrano nella dieta di questa specie.